# Condruses
Les Condruses (latinisé en Condrusi) étaient un peuple belge (celto-germanique selon Venceslas Kruta) de la Gaule belgique selon la terminologie des Romains, dont le territoire se situait au sud de la Meuse, le Condroz dans la forêt ardennaise. Ils avaient pour principaux voisins les Éburons et les Trévires, dont ils étaient les clients. César les considère comme germains, dans De bello gallico.

## Protohistoire

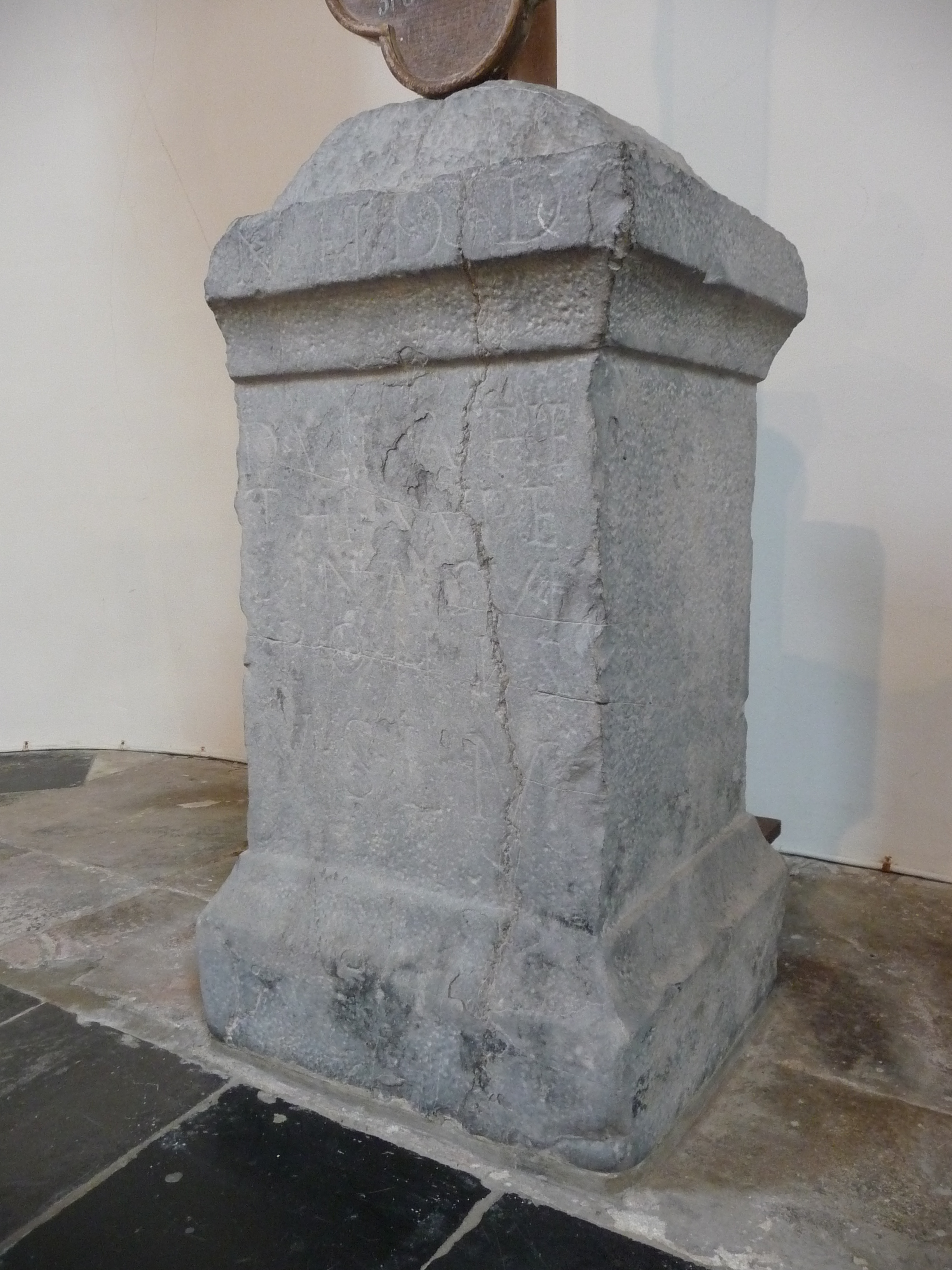
Ex-voto gallo-romain de la déesse Viradectis retrouvée à Strée-lez-Huy

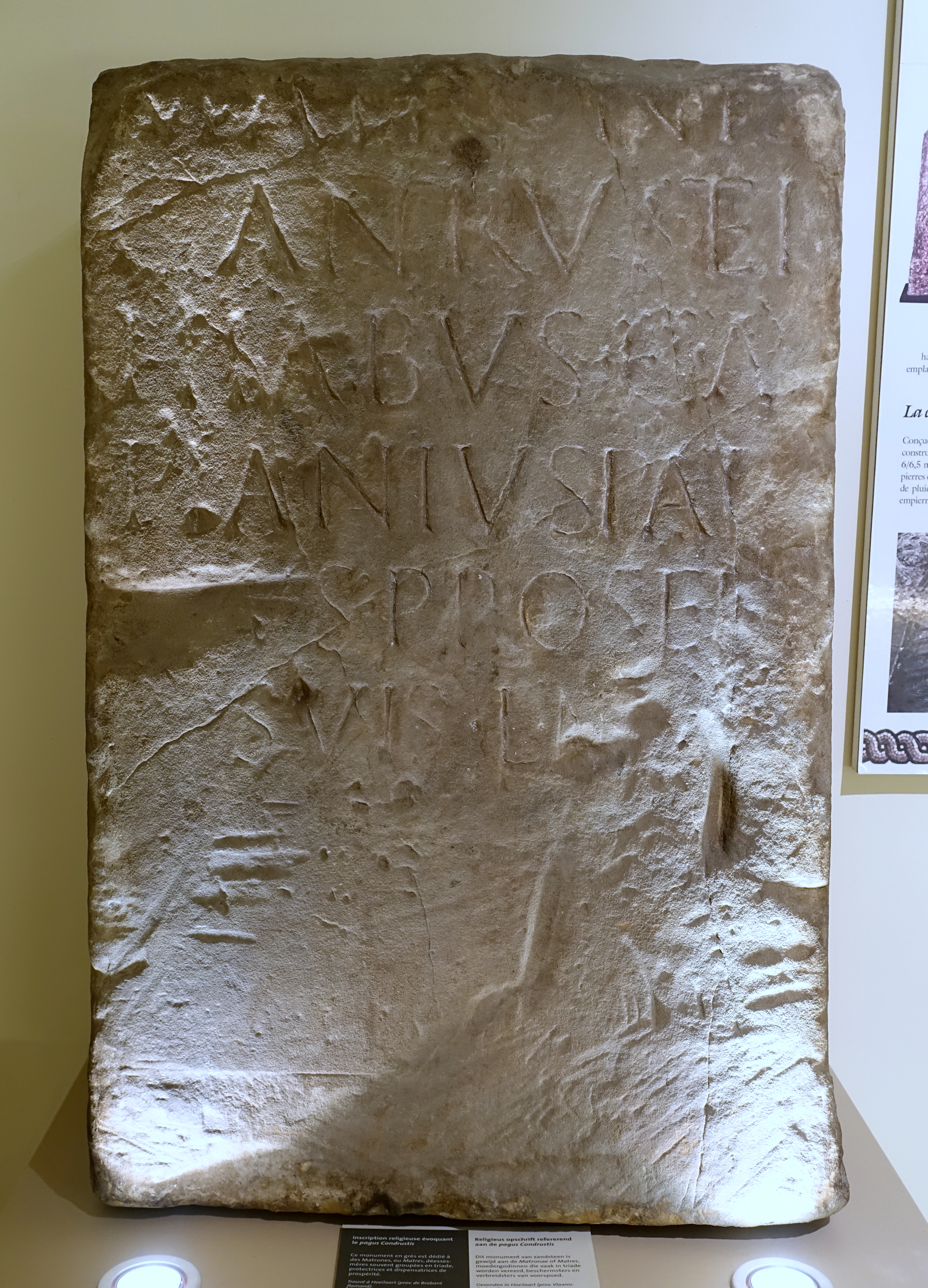
Inscription dédiée à des Matrones ou déesses mères, évoquant le pagus Condrustis, découverte à Hoeilaart, Musée du Cinquantenaire.

Les Condruses nous sont connus par trois mentions de Jules César dans ses Commentaires sur la Guerre des Gaules :
- En 57 av. J.-C. quand les Belges envisagent l’attaque des légions romaines stationnées en Gaule, César fait alliance avec les Rèmes, afin de connaître les forces ennemies. Galba, roi des Suessions et chef de guerre de tous les peuples belges, s’engage à fournir cinquante mille hommes, les Nerviens en promettent autant, les Atrébates quinze mille hommes, les Ambiens dix mille, les Morins vingt-cinq mille, les Ménapes sept mille, les Calètes dix mille, les Véliocasses et les Viromanduens autant, les Atuatuques dix-neuf mille ; les Condruses, les Éburons, les Caeroesi, les Pémanes quarante mille hommes. (Livre II, 4).

- Pendant les guerres de Germanie (55 av. J.-C.) un grand nombre de cités gauloises envoient des ambassades chez les Germains, les invitant « à ne pas se cantonner au Rhin ». Les Germains acceptent et arrivent sur le territoire des Éburons et des Condruses, dont César précise qu’ils sont clients des Trévires. (Livre IV, 6).

- En 53 av. J.-C. les Condruses et les Sègnes envoient une ambassade à César afin qu’il ne les considère pas comme ennemis « et de ne pas considérer tous les Germains d’en deçà du Rhin comme faisant cause commune ». César leur demande de lui livrer les Éburons qui auraient pu se réfugier sur leurs territoires. (Livre VI, 32).

À l’époque gallo-romaine, le regroupement des Aduatuques, des Condruses et des Éburons va donner naissance à la cité de Tongres. Une inscription retrouvée dans le camp romain de Blatobulgium sur le mur d'Hadrien, aujourd'hui Birrens en Écosse, montre que des soldats du pagus Condrustis ont servi au sein de la deuxième cohorte de la Civitas Tungrorum et qu'ils possédaient un autel à leur déesse Viradectis :
Deae Viradecthi pagus Condrustis milit in coh II Tungror sub Silvio Auspice praef
Trad.: Les soldats du pagus Condroz qui servent dans la deuxième cohorte des Tongres sous la direction de Silvius Auspex [ont élevé] cet autel en l'honneur de la déesse Viradectis.
L’ethnonyme serait apparenté au celtique condate, qui signifie confluent, nom de la capitale des Riedones (aujourd’hui Rennes), mais aussi des nombreux Condé, Condat, Cande de France. 
Il aurait aussi légué son nom à la région de Condroz, en Belgique.

## Sources
- Venceslas Kruta, Les Celtes, Histoire et Dictionnaire, Éditions Robert Laffont, coll. « Bouquins », Paris, 2000,  (ISBN 2-7028-6261-6).
- John Haywood (intr. Barry Cunliffe, trad. Colette Stévanovitch), Atlas historique des Celtes, éditions Autrement, Paris, 2002,  (ISBN 2-7467-0187-1).
- Danièle et Yves Roman, Histoire de la Gaule, Librairie Arthème Fayard, Paris, 1997,  (ISBN 2-7028-1646-0).
- Consulter aussi la bibliographie sur les Celtes et la bibliographie de la mythologie celtique.

## Wikisource
Jules César, Commentaires sur la Guerre des Gaules :
- Livre II
- Livre IV
- Livre VI